# Tokositna
La rivière Tokositna est un cours d'eau d'Alaska, aux États-Unis situé dans le borough de Matanuska-Susitna. C'est un affluent de la rivière Chulitna, elle-même affluent de la rivière Susitna.

## Description
Longue de 34 milles (55 km), elle prend sa source dans le glacier Tokositna dans la chaîne d'Alaska et coule en direction du sud-est puis du nord-est pour se jeter dans la rivière Chulitna à 25 milles (40 km) au nord-nord-ouest de Talkeetna.
Son nom indien a été référencé en 1902 par le prospecteur George Aberhardt.

## Sources
- (en) « Tokositna », Geographic Names Information System